# Forcipiger flavissimus
A borboleta-de-nariz-comprido (Forcipiger flavissimus) é um peixe-borboleta do gênero Forcipiger. Geralmente observado aos pares, embora possa formar grupos até cinco indivíduos, junto de recifes a profundidades superiores a 60 metros, onde se alimenta de pequenos invertebrados, por exemplo crustáceos.